# Givira
Givira is een geslacht van vlinders uit de familie van de Houtboorders (Cossidae), uit de onderfamilie van de Hypoptinae. De wetenschappelijke naam en de beschrijving van dit geslacht werden voor het eerst in 1856 gepubliceerd door Francis Walker.

## Soorten
- Givira actileuca (Dyar, 1918)
- Givira albicosta (Schaus, 1911)
- Givira albosignata Ureta, 1957
- Givira anna (Dyar, 1898)
- Givira arbeloides (Dyar, 1899)
- Givira argenteolaminata Dognin, 1916
- Givira argentipuncta Schaus, 1934
- Givira australis Ureta, 1957
- Givira basiplaga (Schaus, 1905)
- Givira binubila Dognin, 1916
- Givira brunnea Köhler, 1924
- Givira brunneoguttata Gentili, 1989
- Givira carisca (Schaus, 1901)
- Givira carla Dyar, 1923
- Givira catalina Penco & Yakovlev, 2017
- Givira cinerea (Schaus, 1911)
- Givira circumpunctata (Dognin, 1916)
- Givira clathrata (Dognin, 1910)
- Givira cleopatra Barnes & McDunnough, 1912
- Givira cornelia (Neumoegen & Dyar, 1893)
- Givira daphne (Druce, 1901)
- Givira delicata (Schaus, 1921)
- Givira delindae Metzler, 2017
- Givira difflua Dognin, 1920
- Givira durangona (Schaus, 1901)
- Givira ethela (Neumoegen & Dyar, 1893)
- Givira eureca (Schaus, 1921)
- Givira fidelis Schaus, 1911
- Givira florita (Druce, 1906)
- Givira francesca (Dyar, 1909)
- Givira gemina (Dognin, 1904)
- Givira guata Schaus, 1921
- Givira guiguasia (Dognin, 1916)
- Givira harcur Dyar & Schaus, 1937
- Givira hypomelaleuca Zukowsky, 1954
- Givira inconspicua (Druce, 1911)
- Givira invenusta (Schaus, 1892)
- Givira invida (Dognin, 1916)
- Givira invidiosa (Dognin, 1923)
- Givira isolde Schaus, 1934
- Givira leonera Clench, 1958
- Givira lotta Barnes & McDunnough, 1910
- Givira lucretia Barnes & McDunnough, 1913
- Givira marga Barnes & McDunnough, 1910
- Givira minuta Barnes & McDunnough, 1910
- Givira modia Dyar & Schaus, 1937
- Givira modisma Schaus, 1921
- Givira mucidus (H. Edwards, 1882)
- Givira nais (Druce, 1898)
- Givira necreros (Dyar, 1914)
- Givira nigrisparsata (Dognin, 1916)
- Givira nudaria (Schaus, 1901)
- Givira obidosa Dognin, 1923
- Givira ornata (Dognin, 1911)
- Givira pallidicosta (Schaus, 1901)
- Givira pardana (Schaus, 1901)
- Givira perfida (Schaus, 1921)
- Givira philomela Schaus, 1892
- Givira pulverosa Hampson, 1898
- Givira quadra (Schaus, 1901)
- Givira quadroides (Hering, 1923)
- Givira rabidan Dyar & Schaus, 1937
- Givira racana (Dognin, 1920)
- Givira rolis Dyar & Schaus, 1937
- Givira roxana (Druce, 1911)
- Givira rubida Dognin, 1910
- Givira rufiflava (Dognin, 1917)
- Givira sabulosa (Schaus, 1901)
- Givira saladota (Dognin, 1911)
- Givira salome (Dyar, 1910)
- Givira sobrana (Schaus, 1905)
- Givira stypus Forbes, 1942
- Givira superquadra Dognin, 1916
- Givira talboti Dognin, 1922
- Givira tecmessa Schaus, 1892
- Givira theodori (Dyar, 1893)
- Givira tigrata Schaus, 1911
- Givira triplex Schaus, 1905
- Givira tristani (Schaus, 1911)
- Givira tristis Walker, 1856
- Givira tucumanata Dognin, 1910
- Givira undulosa (Druce, 1911)
- Givira variabilis Köhler, 1924
- Givira vassilia (Schaus, 1921)
- Givira villetta Schaus, 1934
- Givira v-nigra Köhler, 1924